# مجلس الجليل الإقليمي
مجلس الجليل الإقليمي ((بالعبرية: מוֹעָצָה אֲזוֹרִית הַגָּלִיל הַעֶלְיוֹן), translit. مو'atza Azorit هجليل HaElyon) هو المجلس الإقليمي في إسرائيل's الجليل الأعلى في المنطقة ، تحدها مافو ولمحو HaHermon المجلس الإقليمي و الجولان المجلس الإقليمي وكذلك الحدود مع جنوب لبنان.
منطقة البلدية يبلغ عدد سكانها 15,500 ويرأسها Giora سالز منذ كانون الأول / ديسمبر 2012 بعد 14 عاما من قبل المخضرم أهارون Valenci. ويقع المقر الرئيسي لها في كريات شمونة, مدينة مستقلة غير المدرجة في اختصاص المجلس.

## المجتمعات
المجلس يتكون من 29 الكيبوتسات:
| - عامي أسعد - أمير - إيلات HaShahar - شريط سيدتي - دان - الدفنة - غادوت - غونين | - HaGoshrim - هولاتا - Kadarim - كفار بلوم - كفار جلعادي - كفار HaNassi - كفار Szold | - Lehavot HaBashan - Mahanayim - Malkia - المنارة - ما'ayan Barukh - متقطعة حلقت مروحيتان Am - Neot مردخاي | - Sasa - سدي Nehemia - شامير - Snir - Tzivon - Yiftah - Yir فرعون |

## وصلات خارجية
- الموقع الرسمي باللغة العبرية